# Hanif Kureishi
Hanif Kureishi FRSL (nascut el 5 de desembre de 1954 a Londres), és un escriptor, dramaturg i director anglo-pakistanès que ha tocat temes com raça, nacionalisme, immigració i sexualitat en les seves obres.
Es va criar a Kent i va estudiar filosofia al King’s College de Londres. Comença a escriure teatre i guanya el George Devine Award amb Outskirts. D'entre els seus guions de cinema, destaquen les pel·lícules La meva preciosa bugaderia (nominada a l'Oscar al millor guió original), Sammy and Rosie Get Laid, Le Week-End i London Kills Me (que també va dirigir). Publica en català les següents novel·les: El buda del suburbi (Premi Whitbread a la millor primera novel·la), L'àlbum negre, Intimitat, Una cosa per explicar-vos, L'última paraula i Res de res. És autor de diverses col·leccions de contes i d'obres d'assaig. Els seus llibres han estat traduïts a trenta-sis idiomes. Kureishi és comanador de l'Orde de l'Imperi Britànic, Chevalier de l'Ordre des Arts et des Lettres i ha rebut el Premi PEN/Printer (2010). Treballa com a professor d'escriptura creativa a la Universitat de Kingston. Està casat i és pare de tres fills.

## Obra[calcitació]
La seva obra més coneguda és La meva preciosa bugaderia, guió sobre un noi homosexual de pares pakistanesos durant els anys 80, per a una pel·lícula dirigida per Stephen Frears. Va guanyar el premi al millor guió de l'Associació de Crítics de Nova York i també va ser nominat a l'Oscar i al BAFTA als millors guions originals.
El seu llibre El buda dels suburbis (1990) va guanyar el Premi Whitbread a la millor novel·la de debut, i es va convertir en una sèrie televisiva a la BBC amb una banda sonora composta per David Bowie.
Intimitat (1998), esdevingué polèmic car la temàtica del llibre, sobre un home que abandona la seva dona i els seus fills, ja que se sent rebutjat físicament i emocionalment per la seva esposa, coincidia amb la situació personal de l'autor en aquell moment. El 2001 la novel·la va ser adaptada (amb grans canvis, però) al cinema de la mà de Patrice Chéreau. És una tragèdia sobre els somnis, que no es fan realitat per aquells amants que no volen fer mal als altres, o trencar una família. La pel·lícula va guanyar dos Ossos al Festival de Berlín: un Os d'Or a la millor pel·lícula, i un Os de Plata a la millor interpretació femenina (Kerry Fox), tot i la polèmica que suscitaven les seves escenes de sexe explícit.
La següent polèmica va sorgir del seu drama La Mare, adaptat al format cinematogràfic per Roger Michell, i que va guanyar un Primer Premi conjunt al Festival de Canes. El film mostra una relació entre dues persones de generacions diferents, en la qual una dona anglesa de setanta anys (Anne Reid) decideix seduir el xicot de trenta anys (Peter Vaughan) de la seva filla. Per tal d'evitar que les escenes massa permissives fossin censurades i tallades del metratge final es va decidir fer servir dibuixos de caràcter realista.

## Obres publicades

### Novel·les
- 1990 The Buddha of Suburbia. Londres: Faber and Faber.
- 1995 The Black Album. Londres: Faber and Faber.
- 1998 Intimacy. Londres: Faber and Faber.
- 2001 Gabriel's Gift. Londres: Faber and Faber.
- 2003 The Body. Londres: Faber and Faber.
- 2008 Something to Tell You. Londres: Faber and Faber.
- 2014 The Last Word. Londres: Faber and Faber. Traduït al català com a L'última paraula amb Anagrama (2014).[2]
- 2018 Res de res (Anagrama)

### Reculls d'històries
- 1997 Love in a Blue Time Londres: Faber and Faber.
- 1999 Midnight All Day. Londres: Faber and Faber.

### Guions
- 1988 Sammy and Rosie Get Laid. Londres: Faber and Faber.
- 1991 London Kills Me. Londres: Faber and Faber.
- 1996 My Beautiful Laundrette and other writings. Londres: Faber and Faber.
- 1997 My Son The Fanatic. Londres: Faber and Faber.
- 1999 Hanif Kureishi Plays One. Londres: Faber and Faber.
- 1999 Sleep With Me. Londres: Faber and Faber.
- 2002 Collected Screenplays Volum I. Londres: Faber and Faber.
- 2003 The Mother. Londres: Faber and Faber.
- 2007 Venus. Londres: Faber and Faber.
- 2009 The Black Album (adaptació de la novel·la). Londres: Faber and Faber.

### No-ficció
- 2002 Dreaming and Scheming: Reflections on Writing and Politics
- 2004 My Ear at His Heart. Londres: Faber and Faber.
- 2005 Word And The Bomb . Londres: Faber and Faber.

### Com a editor
- 1995 The Faber Book of Pop. Londres: Faber and Faber.